# Sloppy joe
Lo sloppy joe è un sandwich statunitense composto da carne di manzo macinata, cipolle, salsa di pomodoro o ketchup, salsa Worcestershire, e altri condimenti a piacere racchiusi in due fette di pane per hamburger.

## Storia
Lo sloppy joe nacque durante la prima metà del Novecento come confermano numerosi libri di cucina del periodo che ne riportano il metodo di preparazione. Nonostante ciò, molti di essi lo indicano con altri nomi, fra cui Toasted Deviled Hamburger, Chopped Meat Sandwich, Spanish Hamburger, Hamburg a la Creole, Beef Mironton, e Minced Beef Spanish Style.
Marilyn Brown, direttrice della Consumer Test Kitchen della Heinz di Pittsburgh, affermò che, stando a una sua ricerca fatta assieme ad alcuni collaboratori presso la Carnegie Library, lo sloppy joe deriverebbe dai tavern sandwich (o loose meat sandwich) cucinati a Sioux City da un cuoco di nome Joe durante gli anni trenta del Novecento.
Durante gli anni quaranta, fecero la loro comparsa i primi panini che prendevano il nome di sloppy joe. In un numero del Coshocton Tribune del 1944, comparve una pubblicità che recitava Good Things to Eat' says 'Sloppy Joes' – 10c – Originated in Cuba – You'll ask for more – The Hamburg Shop Nella stessa pagina è anche riportato Hap is introducing that new sandwich at The Hamburg Shop – Sloppy Joes – 10c.
Nello slang, l'espressione sloppy joe indicava un tempo un ristorante economico o bancarella che serve cibo economico, o un modo di vestire casual.
Il sugo di carne usato per preparare gli sloppy joe viene anche inscatolato e venduto su larga scala.

## Alimenti simili

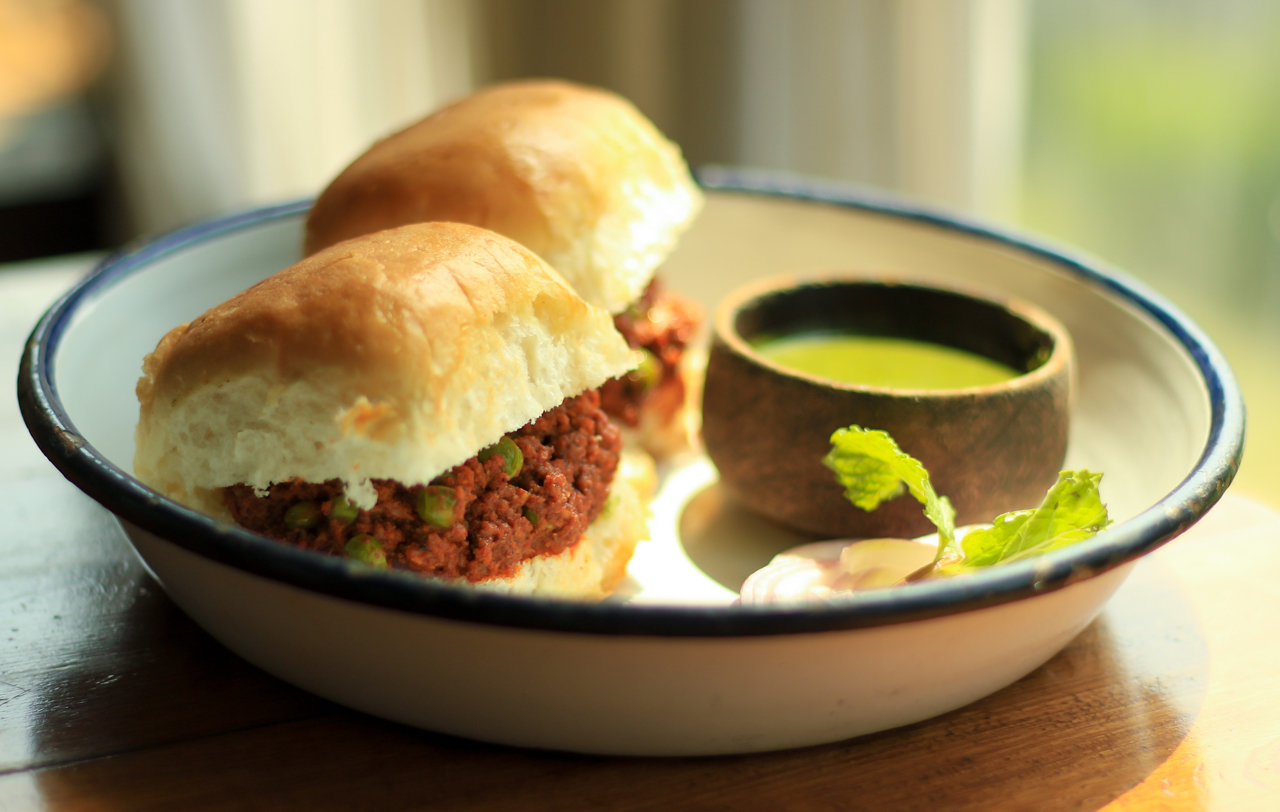
Keema pav con hari chutney

Negli USA e in Canada esistono diverse varianti del sandwich. Il già citato tavern sandwich presenta gli stessi ingredienti dello sloppy joe ad eccezione della salsa di pomodoro. Nella provincia del Québec, vi sono dei panini con carne stufata in due fette di pane da hot dog conosciuti come pain à la viande e pain fourré gumbo. Il dynamite viene preparato nei dintorni della cittadina di Woonsocket, nel Rhode Island, e contiene cipolle, peperoni e, a volte, sedano.
Il rou jia mo, originario dello Shaanxi (Cina), è un pane cotto al vapore con stufato di maiale, manzo o agnello. Il keema pav della cucina indiana è un panino soffice conosciuto come pav (dal portoghese pão) ripieno di keema, un tipo di carne macinata, stufata e insaporita con il curry.
Il sandwich può contenere carne di tacchino o proteine vegetali ristrutturate al posto di quella di manzo, e può essere preparato usando tipi di pane diversi da quello per hamburger.
Lo sloppy joe non ha alcun legame con l'omonimo panino del New Jersey settentrionale con affettati, insalata di cavolo, salsa russa e formaggio svizzero americano, e composto da tre fette di pane di segale.